# 매너리즘

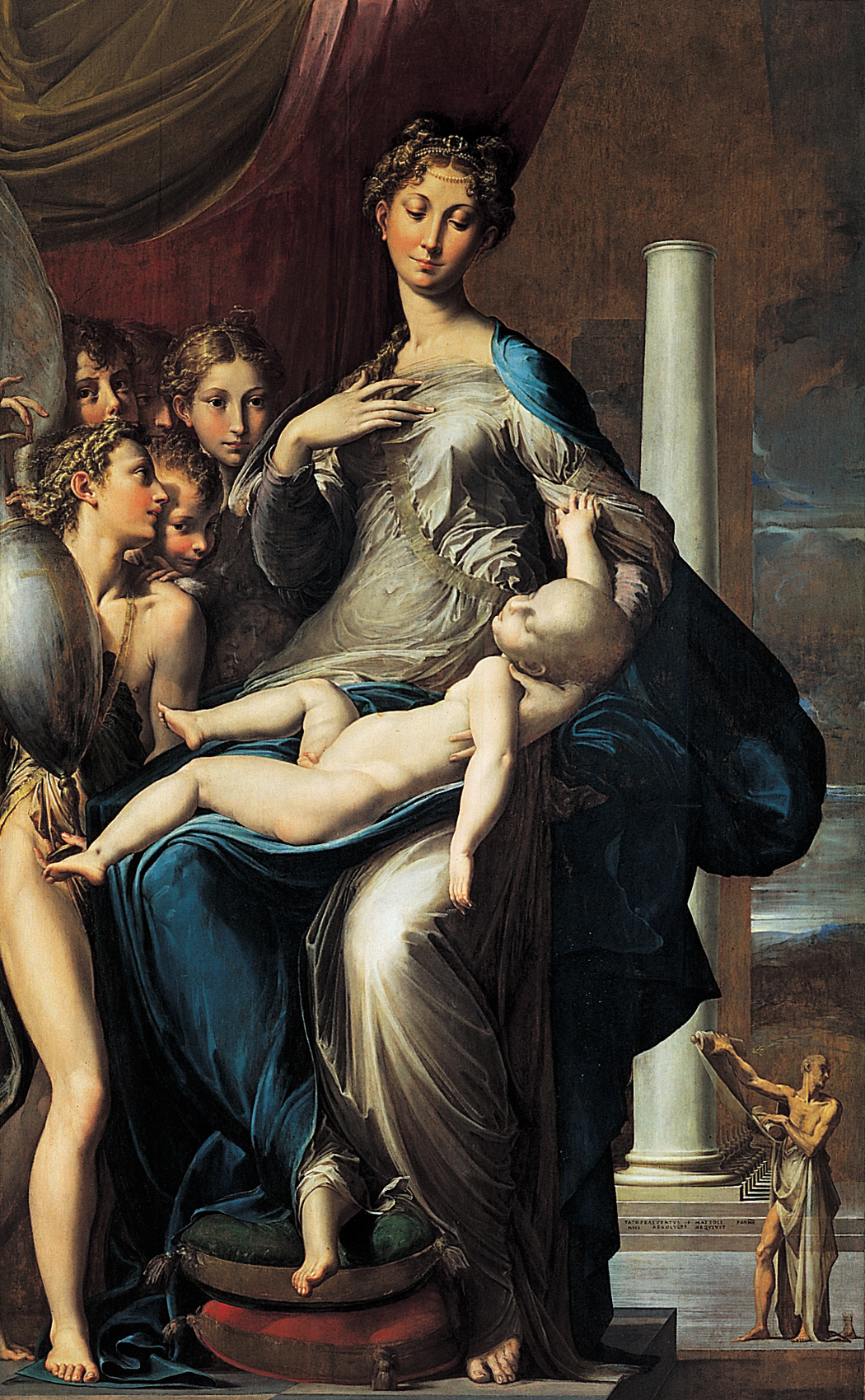
파르미자니노의 '목이 긴 성모' (1534-40), 매너리즘은 늘어진 비례와 꾸며진 포즈, 명확하지 않은 원근법으로 유명하다.

매너리즘(영어: Mannerism or Late Renaissance, 이탈리아어: Manierismo 마니에리스모[*]), 또는 타성은 르네상스 미술의 방식이나 형식을 계승하되 자신만의 독특한 양식(매너 혹은 스타일)에 따라 예술작품을 구현한 예술 사조를 말한다. 후대에 이들의 미술을 ‘매너리즘’이라고 부르게 되었는데 이는 이들이 자신만의 개성적인 스타일에 따라 그렸기 때문이다.
이탈리아 1520년대 성기 르네상스(High Renaissance)의 후기에서 시작해서 1600년대 바로크가 시작하기 전까지 지속된 유럽 회화, 조각, 건축과 장식 예술의 시기를 지칭한다. mannerism은 영어 'manner'(양식)를 뜻하는 이탈리아어 'maniera'에서 유래한 용어이다. 양식적으로는 개인적 접근의 다양성이 레오나르도 다 빈치와 라파엘로, 그리고 초기의 미켈란젤로에게 조화로운 이상의 영향을 받고 반응한 것을 알 수 있다. 지적이면서 인공적인(자연적인 것과 반대되는) 특징이 두드러진다.
이 용어는 1500년경에서 1530년경까지 북유럽에서 활동한 후기 고딕 화가들에게도 사용되며, 특히 안트베르펜 매너리스트들과 17세기 문학(특히 시)의 흐름에서 사용된다.

## 명명
매너리즘(mannerism)은 만질 수 있고 인식 가능함을 의미하는
'양식(manner)'을 뜻하는 이탈리아어 'maniera'에서 나왔다. 르네상스와 바로크 자연주의와 반대되는 인위성은 매너리즘 예술의 공통적인 특징들 중 하나이다. 또 다른 특징은 이어지는 예술가의 세대들에 의해 변형된 르네상스의 지속적인 영향이다.
양식에 대한 용어로서 매너리즘을 분류하는 것은 어렵다. 이 용어는 20세기 초반에 16세기 이탈리아의 분류하기 어려워 보이는 예술(성기 르네상스와 관련된 조화롭고 이성적인 접근법이 나타난다고 인식할 수 없는 예술)들을 분류하기 위해 독일 미술사학자들이 보급시켰다.
이 용어는 예술가들과 양식에 따라 다르게 적용된다.

### 반고전주의
초기 매너리스트들—피렌체의 자코모 다 폰토르모와 로소 피오렌티노, 라파엘로의 로마에서의 제자인 줄리오 로마노와 파르마에서의 제자인 파르미자니노는 늘어진 형태, 과장되고 균형에서 벗어난 포즈, 조작된 비합리적 공간, 부자연스러운 조명으로 알려져있다. 이 예술가들은 성기 르네상스의 영향 아래 성장하였고, 이들의 양식은 성기 르네상스에 대한 반작용이거나 과장된 연장으로 묘사되었다. 그래서 이 양식은 "반(反)고전주의" 매너리즘으로도 알려져 있다. 또한 매너리즘의 기형적인 자세, 불안정한 구도, 자의식 강한 기교는 초현실을 예고했다고 할 수 있다.

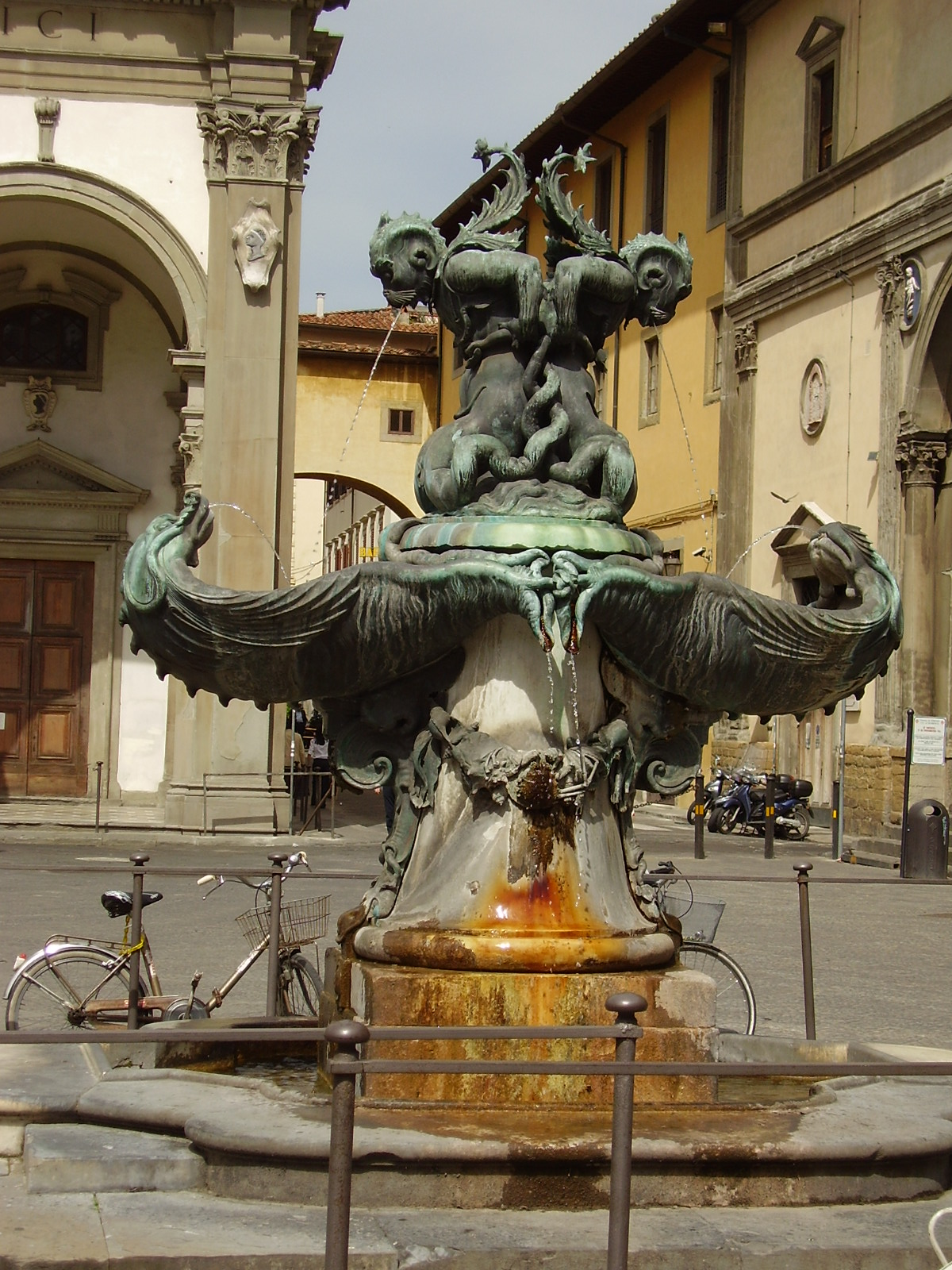
매너리즘 후기: 잠볼로냐의 후계자인 피에트로 타카의 분수, 1629년 (피렌체 산티시마 아눈치아타 광장)

### 마니에라
매너리즘의 후속 세대들은 지적인 착상과 예술적 능력을 강조했으며, 이는 초기 비평가들이 부자연적스럽고 인위적인 "양식"(maniera)에서 일한다고 비판하게 만들었다. 이 예술가들은 그들의 선배인 미켈란젤로를 중요한 모범으로 삼았다. 예술가이자 건축가로서 조르조 바사리는 1530년경에서 1580년경까지 지속된 매너리즘의 긴장을 예로 들었다. 유럽 전역의 궁정과 지적 모임에 기반을 둔, 이 양식은 "양식적인" 양식이나 Maniera라고 불렸다.

### 매너리즘
1580년 이후 이탈리아에서는 카라치, 카라바조, 치골리 등의 새로운 세대가 자연주의를 다시 강조했다. 발터 프리들렌더는 이 시기를 초기 매너리스트들이 성기 르네상스에 대한 반응으로 "반고전주의"적이었던 것에 대해 "반매너리즘"으로 인식했다. 그러나 이탈리아 밖에서는 매너리즘은 17세기까지 지속했다. 주요한 매너리즘의 중심지는 프라하의 루돌프 2세의 궁정, 하를럼, 안트베르펜 등이었다.
양식적 범주로써의 매너리즘은 영국의 시각 및 장식 예술에서는 덜 사용되며, 대신 "Elizabethan(엘리자베스 시대)"와 "Jacobean(제임스 시대)"와 같은 지역적 구분법이 더 일반적이다. 18세기의 장인 매너리즘은 예외이다.
역사적으로 여겨지듯이, 매너리즘은 16세기의 자연주의를 넘어선 인위성을 강조하는 예술의 명칭이며, 예술가의 성장하는 자의식을 반영한다.

## 역사
초기 매너리스트들은 일반적으로 성기 르네상스의 관습과 적나라하게 대조되었다. 이들은 라파엘로의 '아테네 학당'에서 성취한 즉시성과 균형과는 관련이 있거나 어울려 보이지 않는다. 매너리즘은 라파엘로의 조수인 줄리오 로마노와, 전형적인 매너리스트 화가인 폰토르모와 로소 피오렌티노를 제자로 둔 안드레아 델 사르토와 같이 고전에 접근한 두 거장의 제자들 사이에서 발전하였다. 미켈란젤로는 매너리즘 경향을 나타내었으며, 특히 라우렌치아나 도서관의 현관과 메디치 가 무덤의 조상들에서 이런 경향이 보인다.

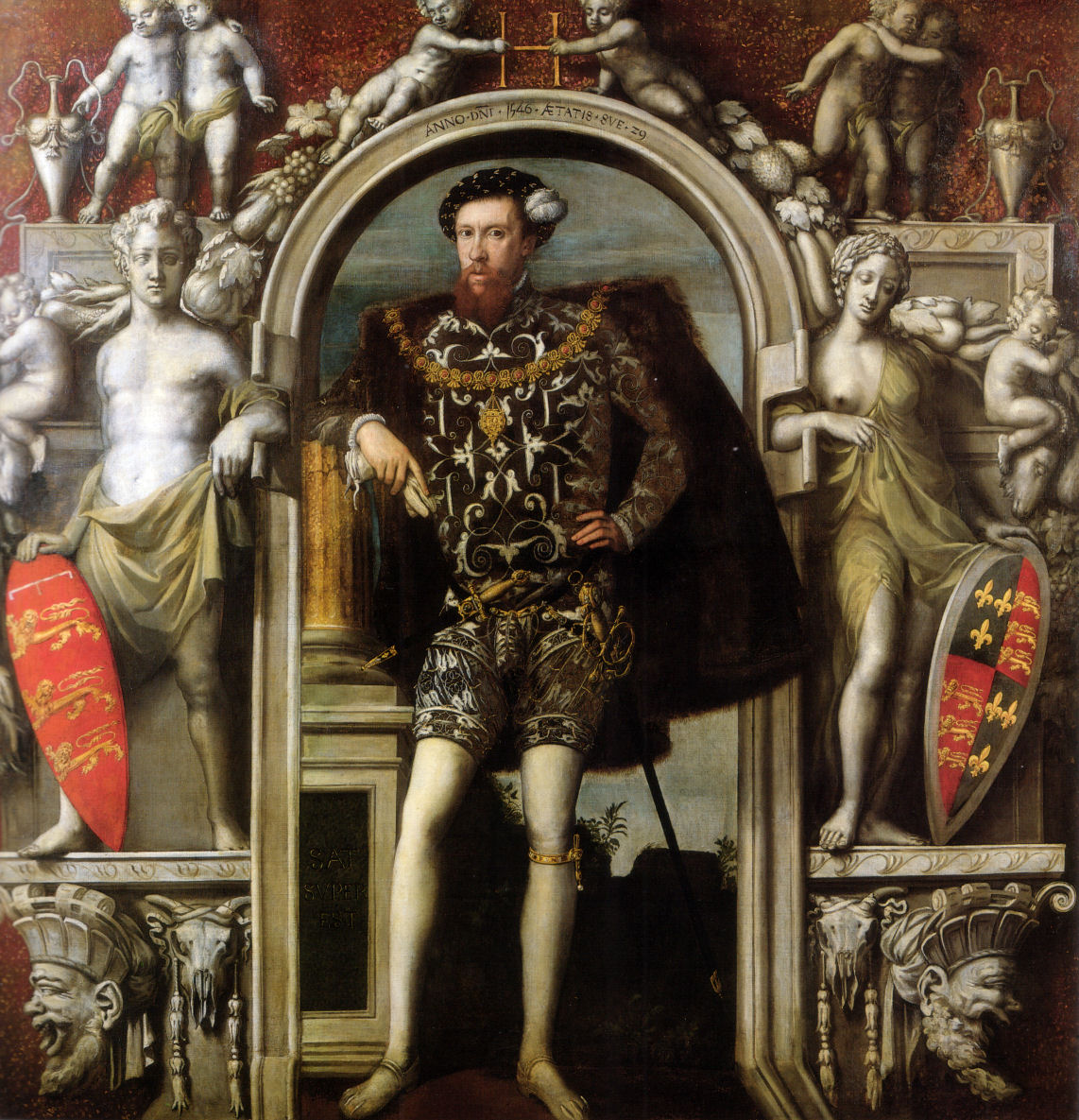
잉글랜드 궁정에서의 매너리즘: 헨리 하워드, 1546년 그림

이탈리아 매너리즘의 중심은 로마, 피렌체, 만토바이다. 분리된 "유파" 안에 머물러 있던 베네치아 회화는 티티안의 긴 작업 기간으로 대표되는 분리된 방향을 추구했다.
1500년대 중반에서 후반에 매너리즘은 비밀스러운 도상학(圖像學)적 프로그램과 예술적인 개성의 감각으로 식견있는 관객들을 매혹시켜 유럽 궁정에서 번성하였다. 이것은 예술의 중요한 목적이 외경심과 신앙심을 고양하고, 즐기고 교육하는 것이었던 추세를 반영한다.

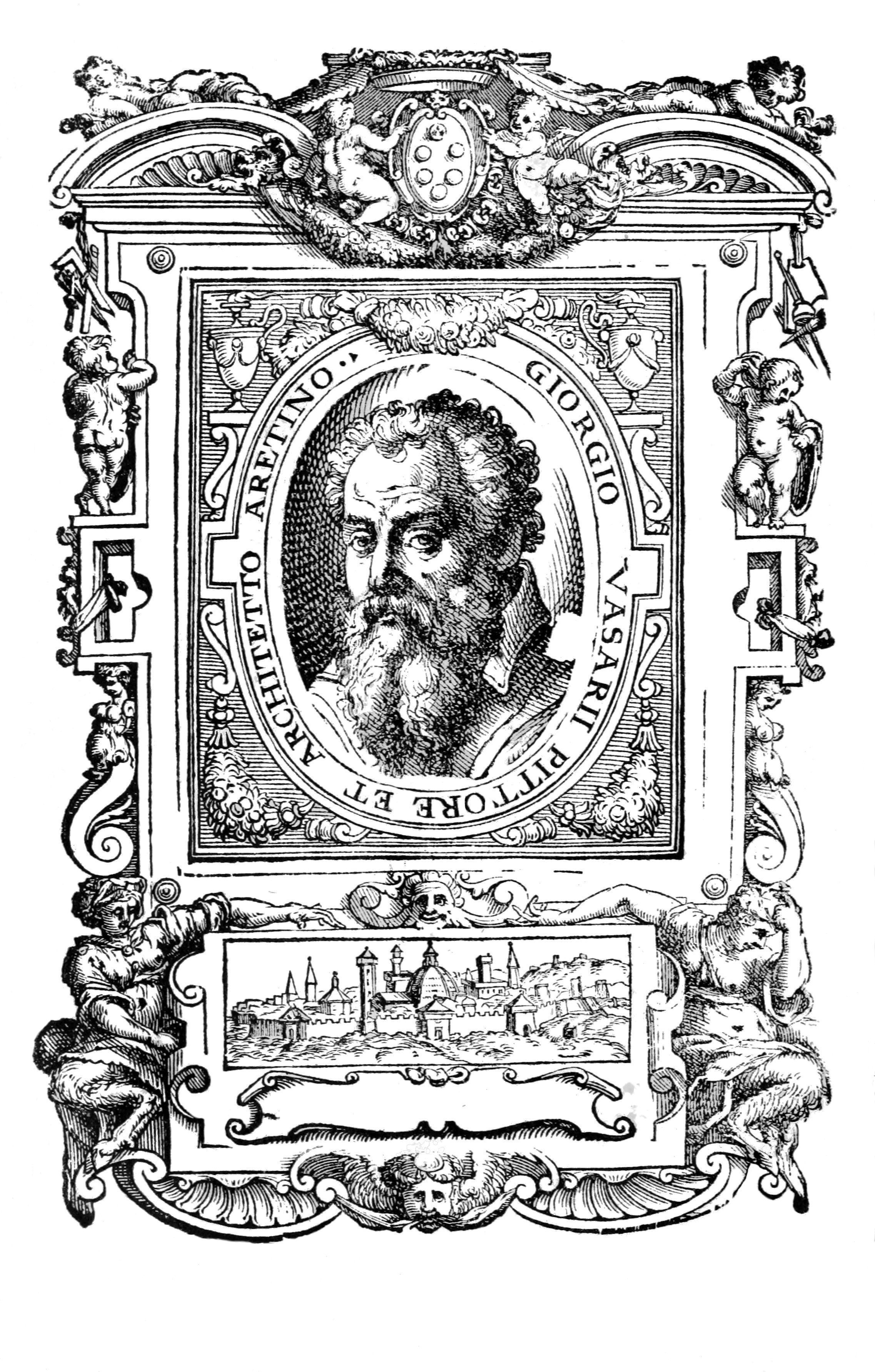
조르조 바사리, '미술가 열전'의 표지, 1568

### 조르조 바사리
조르조 바사리는 이 표지를 지닌 위대한 책 속에 있는 동료 예술가들에 대한 그의 칭찬을 통해 예술 창작의 "기술"에 대해 그의 의견을 이야기한다. 바사리는 탁월한 회화에서는 섬세함과 숙련된 기교(maniera)를 통해 표현된 창작력(invenzione)의 풍부함이 필요하고, 완성 작품에 나타나는 지혜와 연구, 그리고 예술가의 지성과 후원자의 감성을 강조하는 모든 기준이 필요하다고 보았다. 예술가는 이제 단지 성 루카 길드의 숙련공 멤버일 뿐이었던 것에서 벗어났다. 예술가는 이제 학자, 시인, 인문주의자들과 함께 우아함과 복잡성에 대한 감상을 불러 일으키는 분위기의 궁정에 자리잡았다. 바사리의 후원자인 메디치의 문장이 완전히 그것이 예술가의 고유한 것인 같이 그의 초상화 상단에 나타났다.
매너리즘 예술가인 조르조 바사리의 《미술가 평전》의 장식된 표지 그림 테두리(좌측 그림)는 영국의 흐름에서 보면 "제임스 시대(Jacobean)"로 볼 수 있다. 이 책 안에서 미켈란젤로의 메디치가 묘지는 위에는 종이같은 구멍뚫린 테두리와 바닥에는 사티로스의 나체를 표현하여 반(反)건축적인 "건축적" 특징을 시사한다. 피렌체의 비네트 바닥 부분에는 종이나 피지와 같은 재료가 소용돌이 장식 무늬 안으로 잘리고 늘어나고 말려있다. 이 디자인은 인위적으로 만든 "자연스러운" 조화롭지 않은 물리적으로 기발한 병치가 들어간 세부묘사로 자의적이고 과장되어 있다.

### 잔 파올로 로마초
이 시기에 대한 또다른 저술은 잔 파올로 로마초가 쓴 것이다. 두가지 저작을 쓴—하나는 실제적이고 다른 하나는 형이상학적인—이 저작들은 매너리즘 예술가의 예술과 자의식의 관계를 설명해 준다. 그의 "Trattato dell'arte della pittura, scoltura et architettura"(1584년 밀라노에서 출판)은 르네상스가 고대에서 부분적으로 물려받았으나 매너리즘이 공들여 만든 동시대의 형식(decorum)의 개념들에 대한 부분적인 지침서이다. 로마초의 미학에 대한 조직적이고 체계적인 접근은 더 형식적이고 이론적인 특징을 나타내면서, 실내의 기능과 거기에 맞는 칠해지고 조각된 장식들 사이의 통제된 조화에 대한 16세기 후반의 전형을 보여준다. 초상 연구(도상학,iconography)—복잡하고 난해한—는 매너리즘 양식의 중요한 요소이다. 로마초의 덜 실제적이고 더 형이상학적인 저작인 "Idea del tempio della pittura"(회화의 이상적인 신전,1590년 밀라노에서 출판)에는 판단과 예술가적 착상에 있어서 개성의 역할에 대한 설명이 담겨 있는 인간의 성격과 본성에 대한 "네 가지 기질" 이론이 설명되어 있다.

## 매너리즘 건축

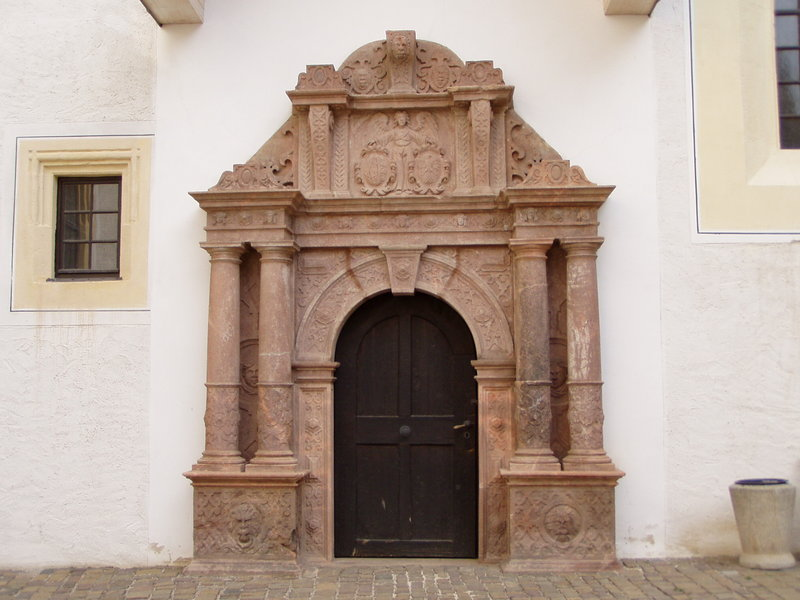
콜디츠 성 교회당의 반암으로 된 정문, 작센 주, 독일. 1584년 안드레아스 발터 1세가 설계하였으며, "안트베르펜 매너리즘"의 좋은 예이다.

매너리즘 건축의 예는 로마 교외의 시골인 카프라롤라의 빌라 파르네세이다. 16세기 조판공의 급증은 매너리즘 양식을 이전의 어떤 양식보다도 빨리 전파시켰다. 16세기 성기 르네상스의 매너리즘 디자인의 중심은 안트베르펜이었다. 안트베르펜을 통해 르네상스와 매너리즘 양식은 잉글랜드, 독일, 북유럽과 동유럽에 널리 전파되었다. "로마"식의 세부묘사가 들어간 장식으로 들어찬 콜디츠 성의 현관 표현(왼쪽 그림)은 북유럽 양식의 좋은 예시가 되어 질박하고 풍토적인 벽체에 대해 개성적으로 독립적인 작품으로 표현된다.